# Polyplectropus ranauensis
Polyplectropus ranauensis is een schietmot uit de familie Polycentropodidae. De soort komt voor in het Oriëntaals gebied.